# Sainte-Croix-du-Mont
Sainte-Croix-du-Mont è un comune francese di 910 abitanti situato nel dipartimento della Gironda nella regione della Nuova Aquitania.

## Società

### Evoluzione demografica
Abitanti censiti